# Союз МС-03
«Союз МС-03» — российский транспортный пилотируемый космический корабль серии «Союз МС» семейства «Союз», старт которого состоялся 17 ноября 2016 года в 23:20:13 мск с космодрома Байконур к международной космической станции. 20 ноября корабль доставил троих участников экспедиции МКС-50/ 51 и 2 июня 2017 года вернулся на Землю. Это 130-й пилотируемый полёт корабля «Союз», первый полёт которого состоялся в 1967 году.

## Экипаж
| Космонавт      | Должность                                                        | # полёта      | Корпорация    |
| Экипаж старта  | Экипаж старта                                                    | Экипаж старта | Экипаж старта |
| -------------- | ---------------------------------------------------------------- | ------------- | ------------- |
| Олег Новицкий  | Командир ТПК «Союз МС», бортинженер МКС-50/51                    | 2             | Роскосмос     |
| Тома Песке     | Бортинженер-1 ТПК «Союз МС», бортинженер МКС-50/51               | 1             | ЕКА           |
| Пегги Уитсон   | Бортинженер-2 ТПК «Союз МС», бортинженер МКС-50, командир МКС-51 | 3             | НАСА          |
| Дублёры        |                                                                  |               |               |
| Фёдор Юрчихин  | Командир экипажа                                                 | 5             | Роскосмос     |
| Джек Фишер     | Бортинженер-1                                                    | 1             | НАСА          |
| Паоло Несполи  | Бортинженер-2                                                    | 3             | ЕКА           |
| Экипаж посадки |                                                                  |               |               |
| Олег Новицкий  | Командир ТПК «Союз МС», бортинженер МКС-50/51                    | 2             | Роскосмос     |
| Тома Песке     | Бортинженер-1 ТПК «Союз МС», бортинженер МКС-50/51               | 1             | ЕКА           |

## Подготовка к запуску
24-25 октября 2016 года основной и дублирующий экипажи ТПК «Союз МС-03» выполнили программу комплексных экзаменационных тренировок в ЦПК имени Ю. А. Гагарина.
26 октября Межведомственная комиссия в Центре подготовки космонавтов рекомендовала экипажи МКС-50/51 для продолжения предстартовой подготовки на космодроме Байконур.
Первоначально старт космического корабля «Союз МС-03» был запланирован на 16 ноября 2016 года, 27 октября Совет главных конструкторов по российскому сегменту МКС установил новую дату запуска — 17 ноября 2016 года в 23:20 мск, с площадки № 1 («Гагаринский старт») космодрома Байконур. С учётом последнего переноса старта на сутки, стыковка с МКС была запланирована на 20 ноября.
1 ноября 2016 года основной и дублирующий экипажи МКС-50/51 прилетели на Байконур и приступили к предстартовой подготовке. 2 ноября экипажи ТПК «Союз МС-03» провели первую тренировку на космодроме Байконур. Космонавты и астронавты прошли вводный инструктаж по мерам безопасности, провели примерку скафандров и проверку их на герметичность, ознакомились с размещением грузов на космическом корабле, проверили работоспособность систем радиосвязи.
3 ноября на 17-й площадке Байконура состоялась церемония поднятия флагов стран, участвующих в запуске пилотируемого корабля «Союз МС-03» и длительной экспедиции на МКС. Традиционное мероприятие символизирует официальный старт заключительного этапа подготовки космонавтов к пилотируемому запуску.
4 ноября корабль был заправлен компонентами топлива и сжатыми газами. 7 ноября на космодроме проведены монтажные операции по стыковке пилотируемого корабля «Союз МС-03» с переходным отсеком. 9 ноября был произведён авторский осмотр корабля, после чего была выполнена накатка головного обтекателя ракеты-носителя «Союз-ФГ».
10 ноября на космодроме состоялся День Прессы. 11 ноября прошла вторая тренировка основного и дублирующего экипажей корабля. Космонавты и астронавты прослушали инструктаж по безопасности пребывания в заправленном топливом космическом корабле, проверили готовность корабля с учётом пожеланий, высказанных во время первой тренировки и уточнили расположение укладок с доставляемыми на станцию грузами. После тренировки космонавты и астронавты посетили музей космодрома, где по традиции оставили свои автографы на большой фотографии ракеты-носителя «Союз-ФГ».
13 ноября произведена общая сборка ракеты космического назначения, головной блок с ТПК «Союз МС-03» был пристыкован к третьей ступени ракеты-носителя «Союз-ФГ». 14 ноября ракета космического назначения «Союз-ФГ» с ТПК «Союз МС-03» вывезена на стартовую площадку № 1 («Гагаринский старт») космодрома Байконур и установлена в пусковую установку.
16 ноября Государственная комиссия утвердила основной и дублирующий экипажы ТПК «Союз МС-03», после чего космонавты и астронавты провели традиционную предстартовую пресс-конференцию.

## Полёт
Старт «Союз МС-03» состоялся 17 ноября 2016 года в 23:20 мск с Гагаринского старта космодрома Байконур. Через 9 минут корабль был выведен на заданную орбиту.
Сближение корабля «Союз МС-03» с МКС проходило в автоматическом режиме под контролем специалистов в ЦУП и российских членов экипажа МКС. 18 и 19 ноября были проведены манёвры формирования орбиты фазирования ТПК «Союз МС-03» для увеличения высоты орбиты на 100 км и коррекции полёта. На дальнем участке автономного сближения ТПК с МКС был совершён шестиимпульсный манёвр, который позволил перейти к автоматическим процедурам облёта МКС, зависания и причаливания корабля к станции.
20 ноября 2016 года в 01:01 мск «Союз МС-03» причалил к стыковочному узлу малого исследовательского модуля «Рассвет» (МИМ-1) российского сегмента Международной космической станции. После проверки герметичности стыковки и выравнивания давления между кораблём и станцией новый экипаж перешёл на борт МКС.
В программе экспедиции МКС-50 — научно-прикладные исследования и эксперименты, проведение регламентных работ, связанных с поддержанием работоспособности станции и дооснащение её оборудованием, доставляемым грузовыми кораблями.
Спускаемый аппарат корабля «Союз МС-03» с членами экипажа Олегом Новицким и Тома Песке благополучно приземлился 2 июня 2017 года в 17:10 мск в 147 км юго-восточнее города Жезказган в Казахстане. Член экипажа ТПК «Союз МС-03» Пегги Уитсон осталась на борту МКС, и возвратилась на Землю 3 сентября 2017 года на ТПК «Союз МС-04».

## Эмблема
Эмблема имеет классическую форму щита, в верхней части которого помещены флаги стран (России, Франции и США), представители которых входят в экипаж корабля, и его название. Поле эмблемы (щита) разделено на четыре части, в трёх из которых помещены животные, символизирующие членов экипажа, а в четвёртом — сам космический корабль, идущий на стыковку с МКС. Изображение орла взято с государственной печати штата Айова, родного штата астронавта Пегги Уитсон. Белорусский зубр напоминает о месте рождения Олега Новицкого. А лев является частью эмблемы административного региона Верхняя Нормандия, в одном из городов которого родился Тома Песке. Фамилии членов экипажа написаны на фоне горы Казбек, название которой является позывным экипажа. Эмблема разработана художником Luc van den Abeelen. Изображение эмблемы было обнародовано 11 июля 2016 года.

## Блог жены космонавта
С 24 октября 2016 года жена командира основного экипажа Олега Новицкого, журналист Юлия Новицкая, ведёт блог «Дневник жены космонавта» на сайте Госкорпорации «Роскосмос». На страницах блога Юлия рассказывает о самых свежих новостях подготовки к полёту экипажа МКС-50/51. В ходе первого космического полёта своего супруга Юлия также вела дневник на сайте студии Роскосмоса. Дневник стал основой её книги «Олег Новицкий. Голос сердца. Дневник жены космонавта», которая была издана в Минске в 2013 году.